# Battaglia di Castagnaro
La battaglia di Castagnaro è stata combattuta l'11 marzo 1387 tra l'esercito degli Scaligeri, signori di Verona, e quello dei Carraresi, signori di Padova. Ebbe luogo presso Castagnaro, odierna cittadina in provincia di Verona. Fu una delle più grandi battaglie dell'epoca dei capitani di ventura ed è considerata la più grande vittoria di John Hawkwood, il condottiero inglese conosciuto in Italia come Giovanni Acuto, che era al comando delle truppe padovane.

## Antefatti
La nomina a patriarca di Aquileia del cardinale francese Filippo II di Alençon, nel 1381, aggravò il dissidio tra Udine e Cividale, che si contendevano la supremazia sul patriarcato. Quando Filippo si schierò con Cividale, vi fu la furiosa reazione degli udinesi che lo costrinsero a fuggire dallo Stato Patriarcale. Il signore di Padova Francesco I da Carrara, che da tempo aveva l'ambizione di espandere ad est i propri domini, prese le parti del patriarca esiliato, già suo alleato nella guerra di Chioggia, sedò la rivolta udinese nel febbraio 1385 e reinsediò al potere il cardinale francese.
In quegli anni erano frequenti le guerre tra padovani e veneziani; questi ultimi, non potendo permettere l'espansione in Friuli del tradizionale nemico, tra il marzo ed il maggio del 1385 si allearono con gli udinesi e con gli Scaligeri di Verona, che ambivano ad espandere il proprio territorio conquistando Padova. I Carraresi avevano perso il supporto del Regno d'Ungheria, in preda a lotte interne per la successione, e risposero alleandosi in funzione anti-veronese con i Visconti, signori di Milano. Con il conflitto che aveva nel 1385 assunto grandi proporzioni, i padovani presero l'iniziativa e quello stesso anno tentarono invano di conquistare importanti comuni friulani. Dopo un periodo di stallo, l'anno successivo la guerra fu ripresa dagli Scaligeri, il cui attacco fu arginato dai padovani alle porte della città in zona Brentelle. L'incertezza iniziale di questa battaglia si risolse in favore dei Carraresi, le cui truppe costrinsero i veronesi alla ritirata.

## La battaglia
La vittoria delle Brentelle mise in evidenza le debolezze degli Scaligeri, e l'anno seguente furono i padovani ad attaccare la signoria veronese. La battaglia si svolse nella zona della cittadina di Castagnaro, 52 km a sud-est di Verona. Le truppe di Verona erano condotte dai capitani di ventura Giovanni Ordelaffi di Forlì e Ostasio da Polenta di Ravenna, mentre i padovani erano comandati dal condottiero inglese Giovanni Acuto e da Francesco Novello da Carrara, figlio del signore di Padova Francesco I da Carrara.
La battaglia è passata alla storia per la strategia adottata da Giovanni Acuto, che finse la ritirata e attirò i veronesi su un terreno acquitrinoso, ritenuto più propizio. Fece smontare i cavalieri e li fece schierare compatti su un'area asciutta, ai lati dispose i balestrieri, gli arcieri inglesi e i cannoni. I veronesi avanzarono e persero tempo a riempire di sterpaglia un canale che li separava dai nemici. Quando ripresero la marcia, gli arcieri di Padova iniziarono il tiro incrociato mentre i soldati disposti al centro fermarono l'avanzata veronese. Dopo che le frecce ebbero ucciso molti uomini, Acuto si rese conto del panico che si stava diffondendo tra le file avversarie e ordinò l'attacco ai propri cavalieri appiedati, i quali si aprirono un varco e costrinsero i veronesi a disunirsi. Ormai padroni del campo, i padovani uccisero o catturarono la maggior parte dei soldati nemici.

## Conseguenze
La sconfitta di Castagnaro segnò la fine della lunga egemonia degli Scaligeri, che dopo qualche mese sarebbero stati cacciati da Verona dalle truppe viscontee. Il signore di Verona Antonio della Scala trovò rifugio presso il suocero Guido III da Polenta, signore di Ravenna, mentre il resto della famiglia si sparse in Italia e in Germania. Il grande successo ottenuto si rivelò una vittoria di Pirro per i Carraresi, che concordarono la spartizione dei territori scaligeri con Gian Galeazzo Visconti. Quest'ultimo non mantenne le promesse e dopo la cacciata degli Scaligeri, oltre a conquistare Verona, tenne per sé anche Vicenza, che a quel tempo faceva parte della signoria veronese e che era stata promessa a Francesco I da Carrara.
Con le finanze ridotte allo stremo dalle molte guerre sostenute, nel 1387 la signoria padovana perse l'alleato Filippo d'Alençon, richiamato in Francia, e fu definitivamente isolata dopo che i tradizionali alleati fiorentini si dichiararono neutrali sulle vicende venete. Nel 1388, i Visconti strinsero alleanza con i veneziani con l'obiettivo di cacciare i Carraresi e spartirsi i loro domini. Francesco I si vide costretto a rinunciare alla signoria in favore del figlio Francesco Novello, che dopo qualche mese si arrese ai milanesi. Francesco I fu tradotto nella fortezza di Monza, dove morì nel 1393, e Francesco Novello fu in grado di riprendersi la signoria nel 1390 con l'aiuto della lega guelfa antiviscontea. Sconfitto nel 1405 nella guerra di Padova dai veneziani, che posero così fine alla signoria e ne annessero i territori, venne portato in catene ai Piombi, le carceri della Serenissima dove morì nel gennaio successivo.